# Emblema nacional de l'Azerbaidjan
L'emblema nacional de l'Azerbaidjan —i no pas un escut d'armes, ja que no segueix les lleis de l'heràldica— barreja símbols tradicionals i moderns. És una adaptació de l'escut utilitzat per l'efímera República Democràtica de l'Azerbaidjan (1918-1921) i fou reprès el 1992, després de l'extinció de la Unió Soviètica.
El senyal central n'és una representació estilitzada del foc, ja que l'Azerbaidjan és conegut com la "terra del foc etern", a causa de l'existència dins el seu territori de molts focs perpètuament encesos. Els colors utlitizats en la composició de l'emblema —blau, vermell i verd— són els de la bandera estatal; aquests colors fan referència als pobles i cultures que han conformat la història de l'Azerbaidjan: el blau representa els pobles turcotàrtars; el vermell hi és per als seljúcides; i els otomans i el verd, per a l'islam. A més a més, el groc (o or) simbolitza el kanat de l'Horda d'Or.
A la bandera també apareix, a la franja central, a més d'una mitja lluna, una estrella de vuit puntes blanca com la que figura a l'escut. Aquesta estrella és coneguda en àrab amb el nom de Rub el-Hizb (que té un símbol propi en Unicode, ۞) i al mig s'hi representa el monograma àrab d'Al·là en forma de foc. Les vuit puntes de l'estrella, i els vuit petits discos daurats que hi ha entre punta i punta dins la franja blava del cercle, fan referència als grans grups etnolingüístics turcs.

## Escuts anteriors
- La República Federativa Socialista Soviètica de Transcaucàsia, que incloïa també Geòrgia i Armènia (1922-1936), incorporava al seu escut motius dels tres pobles integrants i, com a fet inusual, combinava elements islàmics com el creixent i comunistes com la falç i el martell. El símbol armeni era el mont Ararat.
- La República Socialista Soviètica de l'Azerbaidjan (1936-1991) va adoptar un escut circular juntament amb els senyals comunistes de la falç i el martell, l'estrella roja de cinc puntes i un sol ixent. A sota l'emblema hi havia una branca de roure i una espiga de blat, símbols de la riquesa forestal i agrícola del territori, també presents a l'escut actual. L'escut de la república soviètica azerbaidjanesa també incloïa símbols de la riquesa del país com ara el cotó i, de manera destacada, una torre d'extracció de petroli. Aquest escut fou substituït per l'actual, arran de la independència de la república.

## Galeria d'escuts anteriors

Escut de la República Democràtica de l'Azerbaidjan (1918-1921)
Escut de l'RFSS de Transcaucàsia (1922-1936)
Escut de l' RSS de l'Azerbaidjan (1936-1991)